# Lynn Hollen Lees
Lynn Hollen Lees (* 6. Oktober 1941 in Akron) ist eine US-amerikanische Historikerin.

## Leben
Lees erwarb 1963 den B.A. an der Swarthmore College, 1964 den M.A. an der Harvard University und 1969 den Ph.D. (Social change and social stability among the London Irish, 1830–1870) in History an der Harvard University. Sie lehrte von 1969 bis 1974 als Assistant Professor am Mount Holyoke College sowie an der University of Pennsylvania: von 1974 bis 1978 als Assistant Professor, anschließend bis 1986 als Associate Professor und von 1986 bis zum Eintritt in den Ruhestand 2013 als Professorin.
Ein Großteil ihrer Forschung konzentriert sich auf europäische Städte, ihre soziale Organisation und ihre Wohlfahrtseinrichtungen.

## Schriften (Auswahl)
- Exiles of Erin. Irish migrants in Victorian London. Ithaca 1979, ISBN 0-8014-1176-9. (online im Internet Archive)
- mit Paul M. Hohenberg: The making of urban Europe, 1000–1994. Cambridge 1995, ISBN 0-674-54362-9 (online im Internet Archive)
- The solidarities of strangers. The English poor laws and the people, 1700–1948. Cambridge 1998, ISBN 0-521-57261-4.
- mit Pamela K. Crossley, John W. Servos: Global society. The world since 1900. Boston 2008, ISBN 0-618-77595-1 (online im Internet Archive)
- mit Andrew Lees: Cities and the making of modern Europe, 1750–1914. Cambridge 2007, ISBN 978-0-521-83936-5.
- Planting empire, cultivating subjects. British Malaya, 1786–1941. Cambridge 2017, ISBN 978-1-107-03840-0.